# 96 (число)
Вижте пояснителната страница за други значения на 96.
96 (деветдесет и шест) е естествено, цяло число, следващо 95 и предхождащо 97.
Деветдесет и шест с арабски цифри се записва „96“, а с римски цифри – „XCVI“. Числото 96 е съставено от две цифри от позиционните бройни системи – 9 (девет) и 6 (шест).

## Общи сведения
- 96 е четно число.
- 96 е атомният номер на елемента кюрий.
- 96-ият ден от годината е 6 април.
- 96 е година от Новата ера.
- 96 месеца са 8 години.